# Angel Falls (Maine)
Pour les articles homonymes, voir Angel Falls et Angel.
 (janvier 2018).
Si vous disposez d'ouvrages ou d'articles de référence ou si vous connaissez des sites web de qualité traitant du thème abordé ici, merci de compléter l'article en donnant les références utiles à sa vérifiabilité et en les liant à la section « Notes et références ».
Angel Falls est une chute d'eau de 27 mètres sur le ruisseau Mountain Brook dans le Canton D, au nord-ouest de Houghton, dans les Montagnes Blanches du Comté de Franklin dans le Maine aux États-Unis.
Angel Falls est un ensemble de chutes sur plusieurs niveaux totalisant 27 mètres de hauteur, et avec les falaises environnantes, 35 mètres de hauteur.
Sortant d'un trou à 25 mètres dans la falaise, Angel Falls est considéré comme la plus haute chute d'eau du Maine, à égalité avec Moxie Falls.
Angel Falls est ainsi nommé parce que, lorsque le débit d'eau est droit, le chute ressemble à un ange.